# ناحیه فورد ریور، میشیگان
ناحیه فورد ریور (به انگلیسی: Ford River Township) یک منطقهٔ مسکونی در ایالات متحده آمریکا است که در شهرستان دلتا، میشیگان واقع شده‌است.
 ناحیه فورد ریور ۱۶۹٫۰ کیلومتر مربع مساحت و ۲٬۰۵۴ نفر جمعیت دارد و ۱۹۷ متر بالاتر از سطح دریا واقع شده‌است.